# Biosteres sahyadrensis
Biosteres sahyadrensis är en stekelart som beskrevs av Kurhade och Nikam 1998. Biosteres sahyadrensis ingår i släktet Biosteres och familjen bracksteklar. Inga underarter finns listade.